# Feroleto della Chiesa
Feroleto della Chiesa község (comune) Olaszország Calabria régiójában, Reggio Calabria megyében.

## Fekvése
A megye északnyugati részén fekszik. Határai: Anoia, Galatro, Laureana di Borrello, Maropati, Melicucco és Rosarno.

## Története
A település alapítására vonatkozóan nincsenek pontos adatok. A 12-17. században a messinai püspökséghez tartozott. Korabeli épületeinek nagy része az 1783-as calabriai földrengésben elpusztult. A 19. században nyerte el önállóságát, amikor a Nápolyi Királyságban felszámolták a feudalizmust.

## Népessége
A népesség számának alakulása:

## Főbb látnivalói
- San Biagio-templom
- a Madonna del Rosario-templom romjai